# André de Lang
André de Lang, folkbokförd André De Lange, född 21 augusti 1958 i Sydafrika, är en svensk sångare. 
Lang flyttade till Sverige i slutet av 1980-talet. Han är med i gospelgruppen Psalm4.
Sedan 1989 är han gift med Gunilla de Lange, ogift Olofsson (född 1964) och har flera barn.

## Diskografi
- Worth the Wait (1997)
- Good stuff (med Eric Bibb och gruppen Needed time) (1997)
- Educate Your Soul (2001)
- Psalms 4 The Peacemaker (2004) (i Psalm4)
- Homecoming (2007) (Catfish001)